# كيس الأنابيب

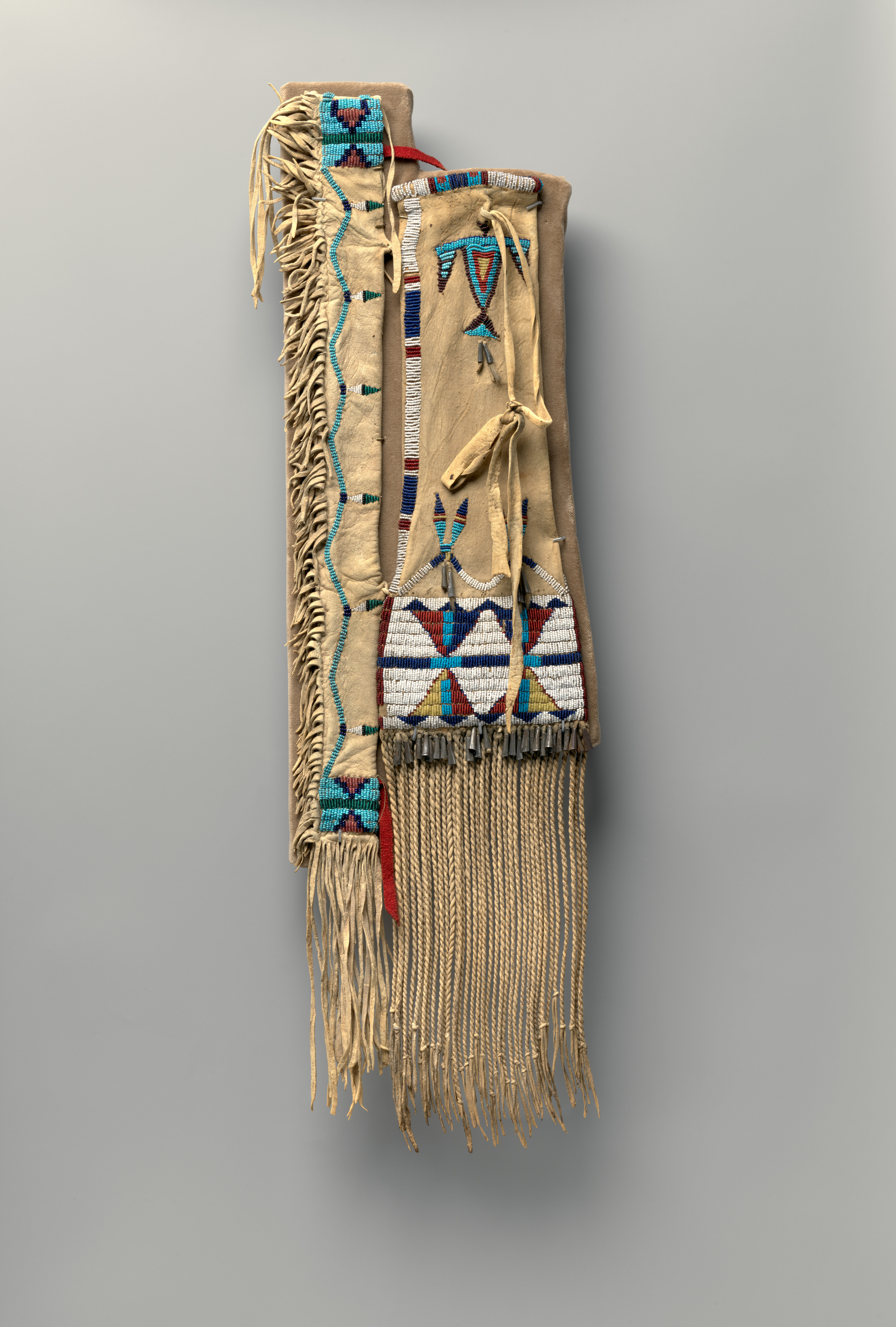
Sioux Quilled Pipe Bag ca.1870, decorated with rare cocoon imagery

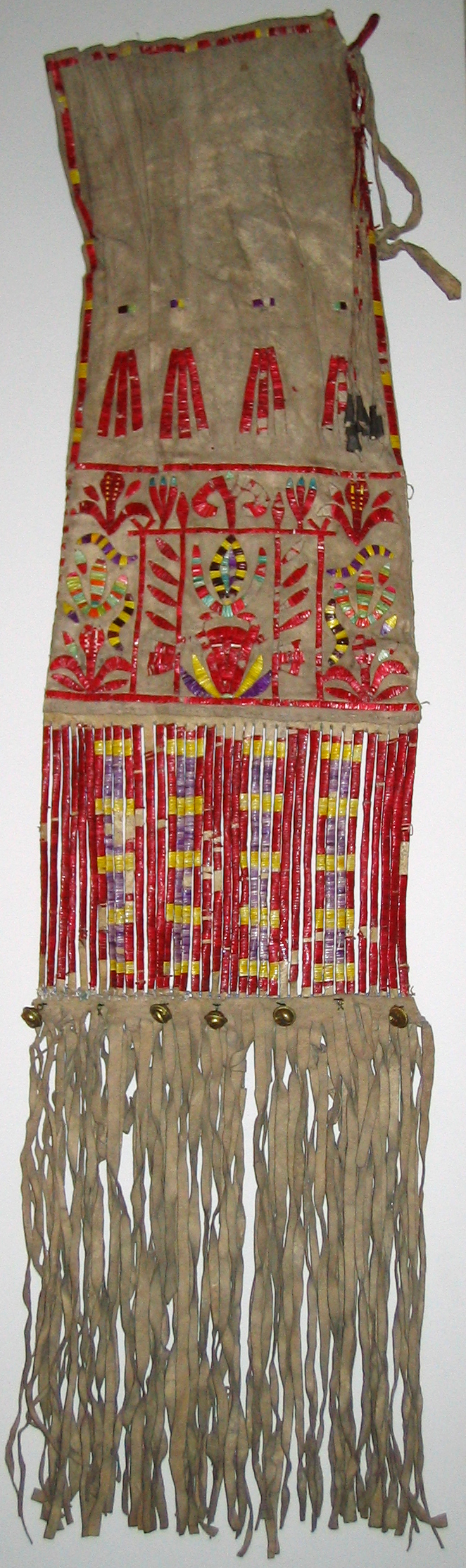

كيس الأنابيب أو كيس التبغ هو عنصر شائع يستخدمه بعض الأمريكيين الأصليين. يمكن استخدام كيس الأنابيب لحمل أنبوب مقدس مثل شانونبا. 

## الشكل
على الرغم من أن الأنماط والأحجام تختلف بين الأمم والمواقع الجغرافية ومجتمعات الطب، إلا أن العديد منها تشترك في عناصر معينة منها: عنق طويل من القماش أو الجلد، وحافة غالبًا ما تكون مطرزة أو مهدئة، ولوحة سفلية، أو جيب، مطرزة أو مهدئة أيضًا، وهُدب في الأسفل. تُترك بعض الحقائب بدون زينة. تحتوي العديد من الحقائب الأحدث على «لوحة شرائح» محبوكة بين الحقيبة والطرف (الهدب)، في حين أن العديد من الحقائب القديمة لا تحتوي على ذلك.
تم تزيين حقيبة كيس الأنابيب المحشو من سيوكس على اليسار بأعمال ريفية تشكل النباتات والحيوانات والجاموس واليرقات. يرمز تصميم «الشرنقة» إلى التحول الروحي والجسدي وروح سيوكس يمني، الزوبعة، المسؤولة عن الاتجاهات الأربعة للعالم.
يُنظر إلى كل من العثة، التي تتحرر من شرنقتها المحصورة، والرياح غير القابلة للترويض، على أنها أرواح يستحيل احتوائها. وصف كلارك ويسلر في مجاله عام 1907 «حشرة الزوبعة»، وهو مخلوق به أخاديد حلزونية تخلق سحب غبار صغيرة على طول الأرض. من خلال هذا العمل، كان يُعتقد أن السحابة تربك العدو وتجعله يفقد حواسه. الشرنقة فوق الذي يبدو أنه رأس الدب قد تمثل الظواهر الزوبعة.

## انظر ايضا
- الغليون الإحتفالي
- تشانونبا
- Quillwork